# Ingrid Schoeller
Pour les articles homonymes, voir Schoeller.
Ingrid Schoeller, née en 1942 à Cologne (Allemagne), est une actrice de cinéma allemande, surtout connue pour ses rôles d'héroïnes de films d'action italiens dans les années 1960. En Italie, elle a également eu une carrière de chanteuse.

## Biographie
Entre 1962 et 1969, elle apparaît dans une quinzaine de films du cinéma italien, principalement des films d'espionnage ; elle décroche le rôle principal dans Suspense au Caire pour A 008 d'Umberto Lenzi. À la télévision, elle apparaît dans plusieurs séries (Le Saint, Les Espions et Les Terres du Sacrement) et anime l'émission de variétés Alle sette della sera (it) avec Christian De Sica et Anna Maria Rizzoli en 1974. En 1989, après plusieurs années de silence, elle réapparaît dans le rôle de Gertrud dans la série télévisée Ovidio (it).
En tant que chanteuse, elle a enregistré quatre singles pour Jolly (it) et Durium (it) entre 1965 et 1968. 

## Filmographie

### Actrice de cinéma
- 1962 : Les Titans (Arrivano i titani) de Duccio Tessari
- 1962 : Les Don Juan de la Côte d'Azur (I Don Giovanni della Costa Azzurra) de Vittorio Sala
- 1964 : La Vengeance du doge (Il vendicatore mascherato) de Pino Mercanti
- 1964 : Le Train du samedi (it) (Il treno del sabato) de Vittorio Sala
- 1964 : Les Maniaques (I maniaci) de Lucio Fulci
- 1964 : Boulevard du vice (Via Veneto) de Giuseppe Lipartiti
- 1964 : 002 Agents secrets (00-2 agenti segretissimi) de Lucio Fulci
- 1965 : Suspense au Caire pour A 008 (A 008, operazione Sterminio) d'Umberto Lenzi
- 1966 : Per un pugno di canzoni (ou Europa canta) de José Luis Merino
- 1966 : Ischia operazione amore de Vittorio Sala
- 1967 : Le Retour de Django (Il figlio di Django) d'Osvaldo Civirani
- 1967 : Come rubare un quintale di diamanti in Russia de Guido Malatesta
- 1967 : Allô Naples, ici Londres (it) (Delitto a Posillipo) de Renato Parravicini
- 1968 : Le Fils de l'Aigle noir (Il figlio di Aquila Nera) de Guido Malatesta
- 1968 : Chicago 1929 (Tempo di charleston) de Julio Diamante (es)
- 1968 : Sigpress contre Scotland Yard (Sigpress contro Scotland Yard) de Guido Zurli
- 1969 : C'era una volta un gangster (it) de Marco Masi (it)

### Actrice de télévision
- 1964 : Le Saint (The Saint), épisode Vol à main armée (The Hi-Jackers)
- 1966 : Les Espions (I Spy), épisode Sur le pont des espions (Bridge of Spies)
- 1970 : Le terre del Sacramento, téléfilm de Silverio Blasi
- 1989 : Ovidio (it), série télévisée de 35 épisodes

## Discographie

### 45 tours
- Amore ti amo/Se te ne andrai – Jolly J 20326 (1965)
- Meine liebe/Non puoi nasconderlo – Durium Ld A 7471 (1966)
- Ieri, domani/Dimentichiamoci di noi – Durium Ld A 7496 (1967)
- Se cerchi amore/Se passerai di qui – Durium Ld A 7544 (1968)